# Heartbreak Anniversary
Singles de Giveon
Like I Want You (en)
(2019) Chicago Freestyle (en)
(2020)
Heartbreak Anniversary est une chanson de l'auteur-compositeur-interprète américain Giveon issue de son premier EP Take Time. Elle est sortie le 21 février 2020 sous les labels Not So Fast et Epic Records.

## Clip vidéo
Le clip vidéo de Heartbreak Anniversary sort le 11 mars 2021. Il est réalisé par Salomon Ligthelm. L'actrice Samantha Logan y figure aux côtés de Giveon.

## Accueil commercial
Aux États-Unis, Heartbreak Anniversary est le premier top 40 en solo de Giveon dans le Billboard Hot 100. La chanson atteint également le top 20 du Hot R&B/Hip-Hop Songs et le top 10 du top R&B Songs (en).

## Classements hebdomadaires
| Classement (2020-21)                           | Meilleure position |
| ---------------------------------------------- | ------------------ |
| Australie (ARIA)                               | 12                 |
| Australie (ARIA Hip Hop/R&B)                   | 4                  |
| Belgique (Flandre Ultratip Bubbling Under 100) | 15                 |
| Belgique (Flandre Ultratop R&B/Hip-Hop)        | 18                 |
| Canada (Hot 100)                               | 25                 |
| Danemark (Tracklisten)                         | 28                 |
| États-Unis (Hot 100)                           | 20                 |
| États-Unis (Adult R&B Songs (en))              | 30                 |
| États-Unis (Mainstream R&B/Hip-Hop)            | 30                 |
| États-Unis (Pop Songs)                         | 37                 |
| États-Unis (R&B Songs (en))                    | 3                  |
| États-Unis (R&B/Hip-Hop Airplay)               | 35                 |
| États-Unis (R&B/Hip-Hop Songs)                 | 12                 |
| États-Unis (Rhythmic Songs (en))               | 23                 |
| États-Unis (Streaming Songs)                   | 10                 |
| États-Unis (Rolling Stone Top 100 (en))        | 9                  |
| France (SNEP)                                  | 129                |
| Global 200                                     | 10                 |
| Global Excl. U.S.                              | 14                 |
| Grèce (IFPI Greece)                            | 26                 |
| Irlande (Irish Singles Chart)                  | 30                 |
| Lituanie (AGATA)                               | 29                 |
| Malaisie (RIM (en))                            | 1                  |
| Mexique (Mexico Ingles Airplay (en))           | 21                 |
| Norvège (VG-lista)                             | 33                 |
| Nouvelle-Zélande (RMNZ)                        | 2                  |
| Pays-Bas (Tipparade)                           | 10                 |
| Pays-Bas (Single Top 100)                      | 50                 |
| Portugal (AFP)                                 | 10                 |
| Royaume-Uni (UK Singles Chart)                 | 36                 |
| Royaume-Uni (UK R&B Chart)                     | 13                 |
| Singapour (RIAS (en))                          | 1                  |
| Suède (Sverigetopplistan)                      | 58                 |
| Suisse (Schweizer Hitparade)                   | 34                 |

## Historique de sortie
| Région     | Date            | Format                       | Label                | Réf.   |
| ---------- | --------------- | ---------------------------- | -------------------- | ------ |
| Monde      | 21 février 2020 | - streaming - téléchargement | - Not So Fast - Epic | [ 38 ] |
| États-Unis | 16 mars 2021    | radio Urban Contemporary     | - Not So Fast - Epic | [ 39 ] |
| États-Unis | 23 mars 2021    | radio Rhythmic (en)          | - Not So Fast - Epic | [ 40 ] |
| États-Unis | 23 mars 2021    | radio CHR (en)               | - Not So Fast - Epic | [ 41 ] |
| Italie     | 16 avril 2020   | radio CHR (en)               | Sony                 | [ 42 ] |